# Sylvia Hoffman
Sylvia Belinda Hoffman (29 giugno 1989) è una bobbista ed ex sollevatrice statunitense.

## Biografia
Ha praticato l'atletica leggera e soprattutto il basket a livello di college presso l'Università della Louisiana; ha inoltre rappresentato la propria nazione nel sollevamento pesi in alcune competizioni internazionali tra cui l'Universiade tenutasi a Taipei nel 2017, partecipando nella categoria dei 75 kg e classificandosi al settimo posto finale.
Dal 2018 gareggia nel bob come frenatrice per la squadra nazionale statunitense. Debuttò in Coppa Nordamericana a novembre 2018 ed esordì in Coppa del Mondo nella stagione 2018/19, il 19 gennaio 2019 a Innsbruck, dove centrò anche il suo primo podio nel bob a due, giungendo terza al traguardo in coppia con Elana Meyers-Taylor. Vinse la sua prima gara il 25 gennaio 2020 a Schönau am Königssee, imponendosi nel bob a due con Kaillie Humphries.

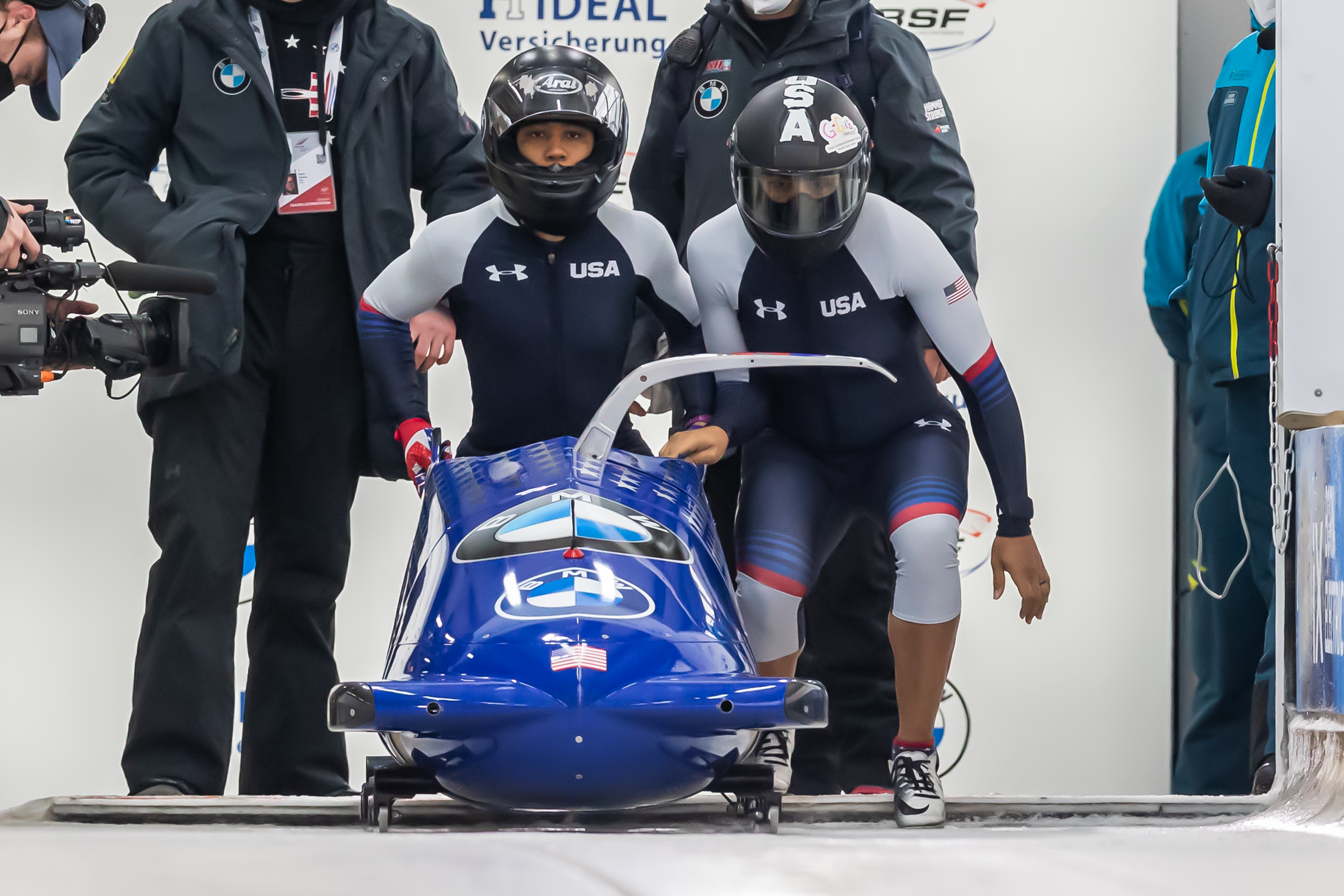
Sylvia Hoffman (dietro) con Elana Meyers-Taylor in partenza nella seconda manche dei campionati mondiali di Altenberg 2021

Prese parte a due edizioni dei campionati mondiali. Nel dettaglio i suoi risultati nelle prove iridate sono stati, nel bob a due: quinta ad Altenberg 2021; nella gara a squadre: quarta a Whistler 2019. 

## Palmarès

### Olimpiadi
- 1 medaglia:
  - 1 bronzo (bob a due a Pechino 2022).

### Coppa del Mondo
- 7 podi (tutti nel bob a due):
  - 1 vittoria;
  - 1 secondo posto;
  - 5 terzi posti.

#### Coppa del Mondo - vittorie
| Data            | Luogo                | Paese    | Disciplina                           |
| --------------- | -------------------- | -------- | ------------------------------------ |
| 25 gennaio 2020 | Schönau am Königssee | Germania | a due con Kaillie Humphries (pilota) |

### Circuiti minori

#### Coppa Nordamericana
- 2 podi (nel bob a due):
  - 2 vittorie.